# Аршлутова, Евгения Александровна
Евгения Александровна Аршлутова (род. 1 марта 1937) — российский, советский учитель. Народный учитель СССР (1985).

## Биография
Евгения Аршлутова родилась 1 марта 1937 года в Куйбышеве (ныне Самара). 
В 1959 году окончила Куйбышевский государственный педагогический институт (ныне Самарский государственный социально-педагогический университет). 
В 1959—2004 годах преподавала физику в школе №25 Самары. 
В 1991 году была в числе инициаторов идеи по созданию в школе профильных классов по точным предметам.
Возглавляла партком школы, была членом райкома партии, избиралась делегатом на XXVII съезд КПСС.

## Награды и звания
- Народный учитель СССР (1985)
- Почётный гражданин Самарской области (2007)